# Gräfenthal
Gräfenthal est une commune d'Allemagne située dans l'arrondissement de Saalfeld-Rudolstadt en Thuringe.
La ville est située au sud des monts de Thuringe, appartenant au massif de la forêt de Thuringe d'environ 120 km de long et 35 km de large.

## Histoire

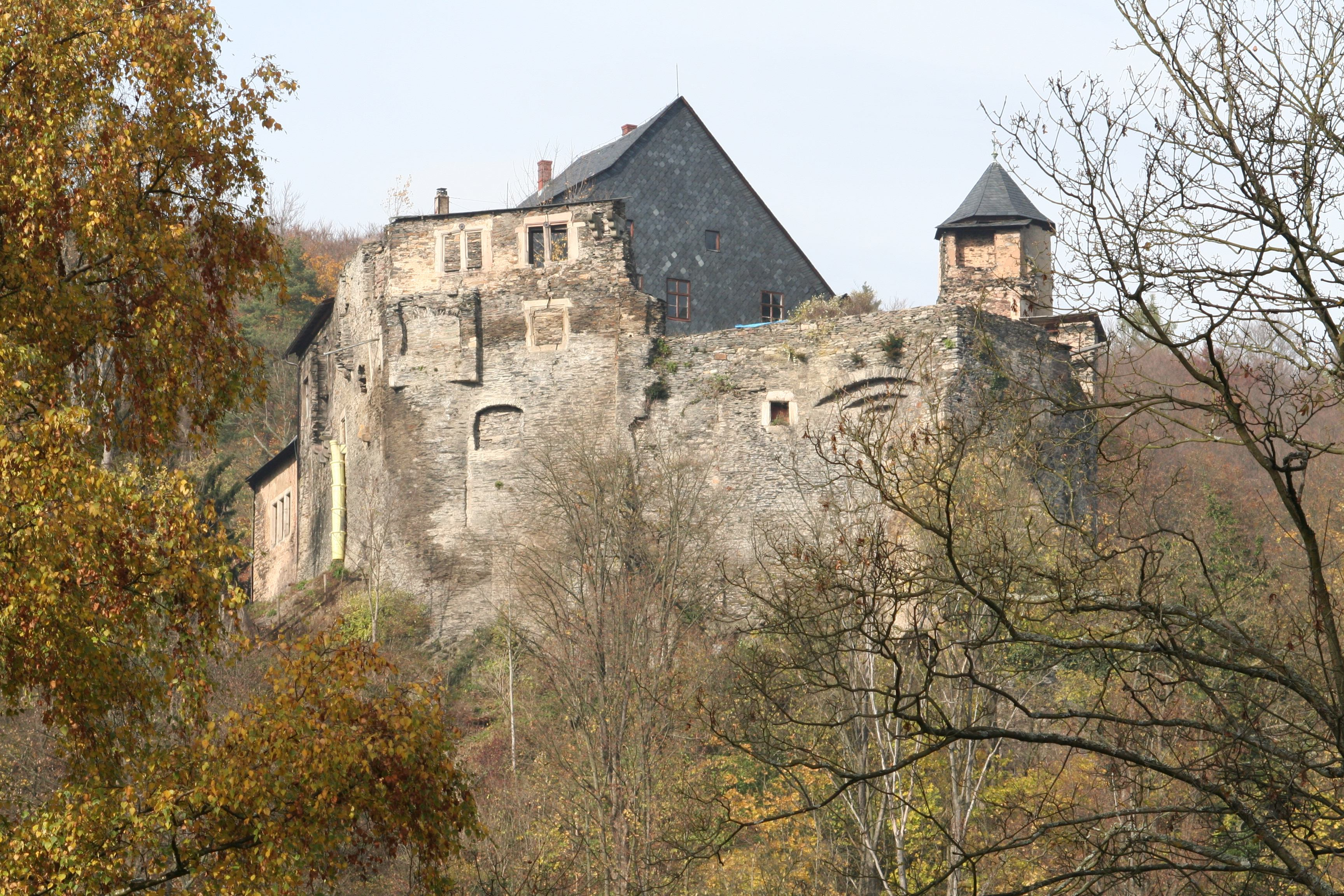
Le château de Gräfenthal.

Première mention de la ville en 1288.

## Personnalités liées à la ville
- Reinhard Höhn (1904-2000), juriste né à Gräfenthal.
- Helmut Lipfert (1916-1990), pilote de chasse de la Luftwaffe pendant la Seconde Guerre mondiale, né à Lippelsdorf.
- Christian Paschold (1949-), sculpteur, artiste
- Ines Paulke (1958–2010), chanteuse pop
- Jochen Greiner-Well (1956-2013), homme politique né à Gräfenthal.
- Axel Zitzman (1959-), sauteur à ski né à Gräfenthal.
- Stefan Stannarius (1961-), sauteur à ski né à Gräfenthal.